# Justine Wong-Orantes
Justine Wong-Orantes (* 6. Oktober 1995 in Torrance, Kalifornien) ist eine US-amerikanische Volleyballnationalspielerin. 2021 gewann sie Olympiagold in Tokio und 2024 Olympiasilber in Paris.

## Karriere
Wong-Orantes, deren Eltern Volleyballspieler und Trainer waren, begann ihre Karriere im Alter von sechs Jahren. Im Beachvolleyball gewann sie als 12-Jährige ein Turnier in Kalifornien mit Summer Ross. 2011 und 2012 belegte sie bei den Jugendweltmeisterschaften in Umag und Larnaka mit Sara Hughes jeweils den neunten Rang. Nach ihrer Zeit an der Los Alamitos High School studierte sie von 2013 bis 2016 an der University of Nebraska und spielte in der Universitätsmannschaft Huskers. Mit dem Team gewann sie 2015 die NCAA-Meisterschaft. Mit der US-Nationalmannschaft gewann die Libera nach einer Bronzemedaille 2016 dreimal in Folge den Pan American Cup. 2017 erreichte sie mit den Vereinigten Staaten den fünften Platz beim World Grand Prix und 2018 gewann sie die Nations League. 2019 wechselte sie zum deutschen Bundesligisten SSC Palmberg Schwerin. Im DVV-Pokal 2019/20 kam Wong-Orantes mit dem Verein ins Halbfinale. Als die Bundesliga-Saison kurz vor den Playoffs abgebrochen wurde, stand Schwerin auf dem ersten Tabellenplatz. Im Sommer wechselte die Libera zum Ligakonkurrenten 1. VC Wiesbaden. Das Jahr 2021 war ihr bis dato erfolgreichstes in der Nationalmannschaft: Sie gewann mit dem US-Nationalteam sowohl die Volleyball Nations League als auch die Goldmedaille bei den Olympischen Spielen in Tokio. Bei beiden Wettbewerben wurde sie als „beste Libera“ ausgezeichnet. 2022 wechselte sie nach Frankreich zu Béziers Volley. 2024 gewann sie mit dem Team die Silbermedaille bei den Olympischen Spielen in Paris.